# Hypogymnia billardieri
Hypogymnia billardieri är en lavart som först beskrevs av Jean François Montagne, och fick sitt nu gällande namn av Filson. Hypogymnia billardieri ingår i släktet Hypogymnia och familjen Parmeliaceae.   Inga underarter finns listade i Catalogue of Life.